# Apodanthera hindii
Apodanthera hindii är en gurkväxtart som beskrevs av Charles Jeffrey. Apodanthera hindii ingår i släktet Apodanthera och familjen gurkväxter. Inga underarter finns listade i Catalogue of Life.